# Męczennice Warmińskie, Cecylia Grabosch i towarzyszki
Cecylia Grabosch i towarzyszki ( ur. między 27 maja 1892 a 15 października 1928 na Warmii, zm. między 23 stycznia 1945 a 9 marca 1945 na Warmii) – kobiety stanu świeckiego zamordowane przez żołnierzy Armii Czerwonej w obronie czystości. Służebnice Boże Kościoła katolickiego.

## Męczennice
Cecylia Grabosch z domu Matern

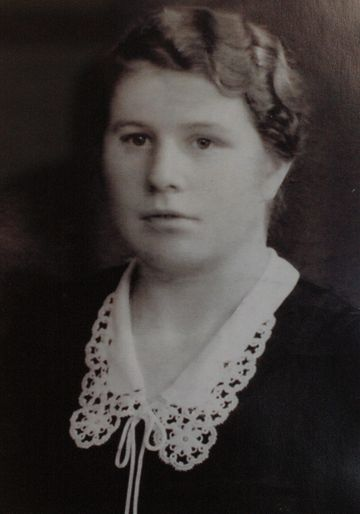
Cecylia Grabosch

(ur. 10 stycznia 1915 roku we wsi Ruś, zm. 4 lutego 1945 w Wójtowie) 
Była córką Antoniego Materny i Emilii Kolberg. Wychowywała się w głęboko religijnej i licznej rodzinie.
Rodzice zakupili spore gospodarstwo w Uniszewie i tam przeprowadzili się z całą rodziną. Cecylia po zakończeniu nauki w szkole podstawowej pozostała jako pomoc na gospodarstwie rodziców. W 1938 roku poślubiła rolnika ze wsi Wójtowo Augusta Graboscha, doczekała się z nim dwójki dzieci: syna Eryka i córki Ewy. Mieszkali i pracowali na terenie gospodarstwa należącego do bogatego właściciela. Po wybuchu II wojny światowej męża Cecylii wcielono do niemieckiej armii.
Na początku lutego 1945 roku Wójtowo zostało zajęte przez żołnierzy Armii Czerwonej. 4 lutego 1945 roku grupa żołnierzy próbowała wymusić na Cecylii pozostawienie dzieci i udanie się z nimi na „ zabawę”. Stanowcza odmowa spowodowała wściekłość jednego z żołnierzy, który zastrzelił Cecylię na oczach dzieci. Pochowano ją dopiero 25 lutego 1945 w ogrodzie rodziny Jagalskich, wraz z zamordowanym chłopcem Alfredem Giendryckim. Grób ten zachował się do dzisiejszych czasów.

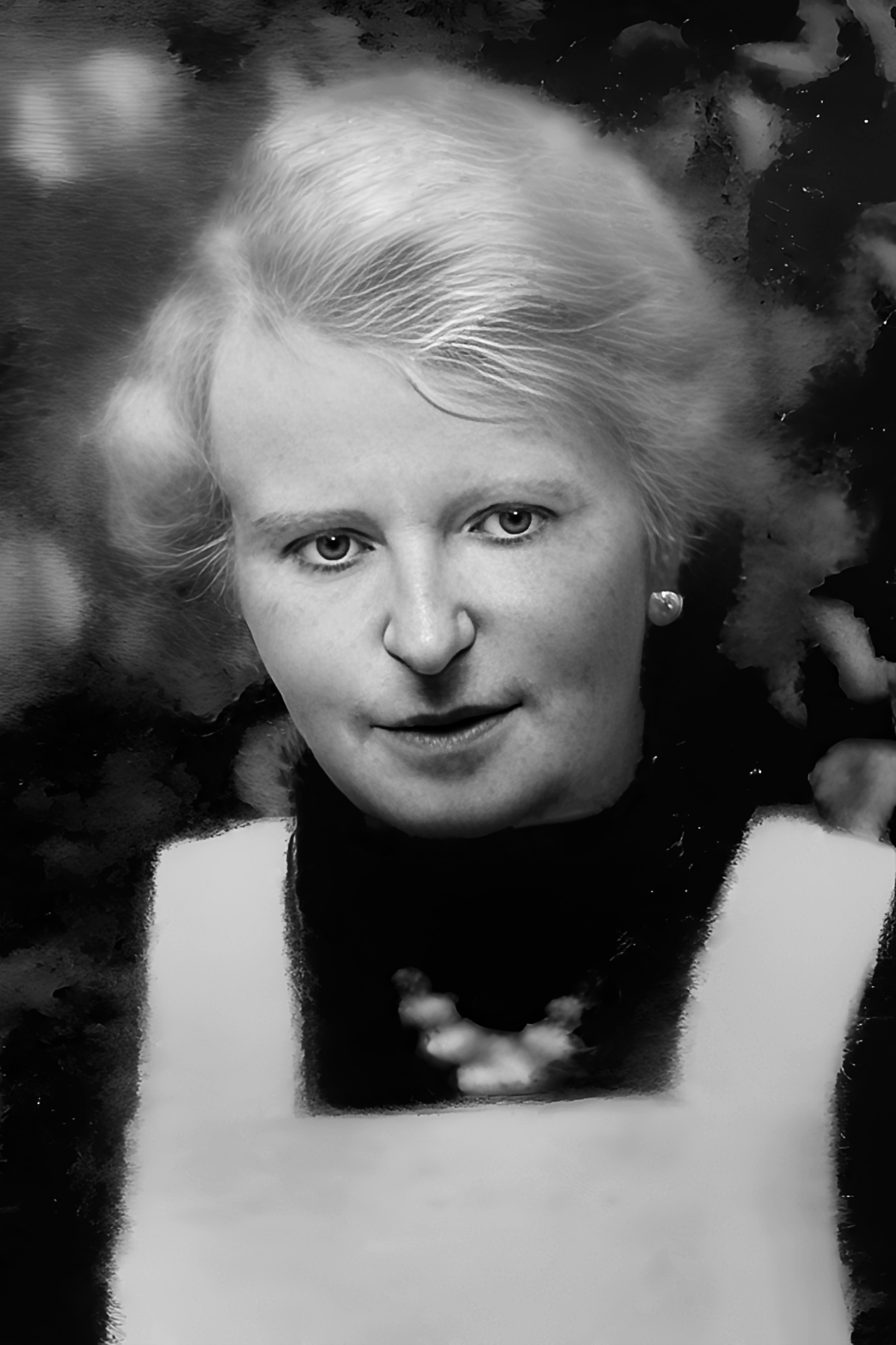
Agnieszka Drabińska
(ur. 2 lutego 1922 w Wójtowie, zm. tamże 23 stycznia 1945)
Była córką Juliusza i Klary. Ojciec zajmował się rolą, ona zaś uczęszczała do szkoły podstawowej w Wójtowie. Pracowała na gospodarstwie rodziców. Po śmierci ojca oraz wcieleniu jej brata do niemieckiej armii opiekowała się matką. Sługa Boży ks. Paweł Chmielewski, proboszcz z Klebark Wielkich, miał ogromny wpływ na jej duchowy rozwój.
Na początku lutego 1945 roku do Wójtowa wtargnęły wojska Armii Czerwonej. Okoliczni mieszkańcy słyszeli o mordach i gwałtach na młodych kobietach. Dnia 23 stycznia 1945 roku Agnieszka postanowiła udać się do domu i nakarmić głodne zwierzęta. Została tam zaatakowana przez przypadkowych żołnierzy Armii Czerwonej. Zabito ją przed rodzinnym domem. Pochowano ją w ogrodzie państwa Jagalskich. Grób zachował się do naszych czasów.
Gertruda Klimek
(ur. 12 lutego 1922 w Wójtowie, zm. tamże 30 stycznia 1945)
Była córką Teofila i Marii Grunwald. Matka była wdową i pochodziła z rodziny Rosk. Wychowała się w licznej i bardzo wierzącej rodzinie. Duży wpływa na jej duchowość i wiarę wywierał Sługa Boży ks. Paweł Chmielewski. Z najbliższej rodziny Gertrudy, wiele osób wybrało stan duchowny. Po ukończeniu szkoły podstawowej skupiła się na dalszej nauce. W Olsztynie uczyła się m.in. pracy biurowej. Pracę w tym kierunku podjęła w Barczewie.
W styczniu 1945 roku na tereny Warmii wkroczyły oddziały Armii Czerwonej. Siały strach i spustoszenie. Ludność wiedziała o zagrożeniu w stosunku do młodych kobiet, które były uprowadzane lub gwałcone. Dnia 30 stycznia 1945 roku grupa żołnierzy Armii Czerwonej wtargnęła do domu państwa Klimek.
Przez ponad godzinę Gertruda wraz z siostrami i sąsiadkami broniły się przed gwałtem. Gdy uciekła z pokoju, jeden z oficerów zastrzelił ją na podwórku. Przez ponad 2 tygodnie nie można było pochować Gertrudy z powodu silnych mrozów i niemożliwości wykopania grobu. W końcu pochowano ją za stodołą rodzinnego gospodarstwa. Ten grób nie zachował się do naszych czasów.
Jadwiga Elżbieta Schnarbach

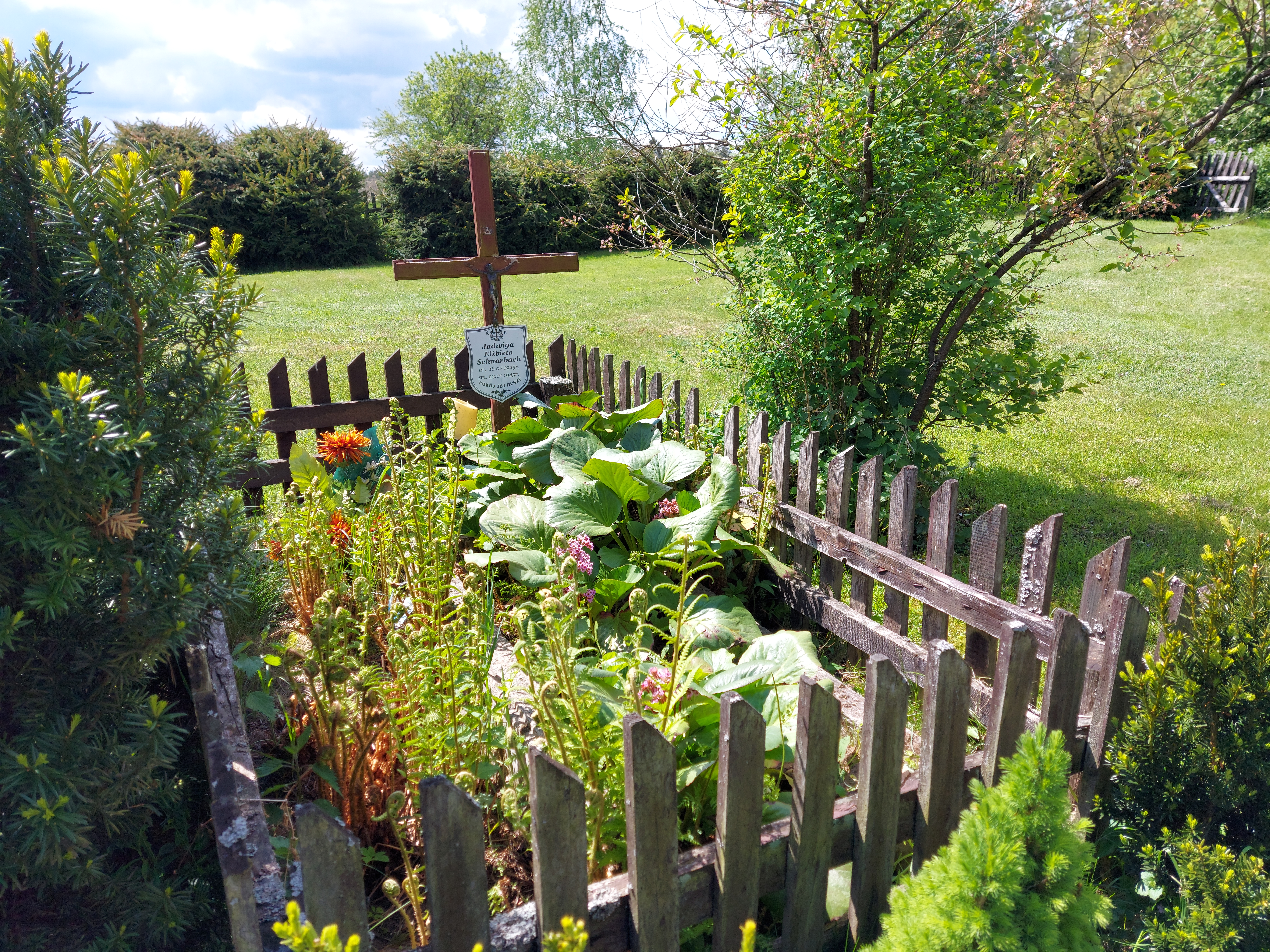
Grób Jadwigi Elżbiety Schnarbach, fot. A. Minkiewicz-Zaremba

(ur. 16 lipca 1923 w Kaplitynach, zm. tamże 23 stycznia 1945)
Pochodziła z bardzo licznej i wierzącej rodziny. Jej ojciec Franciszek oraz matka Maria z Nerowskich posiadali spore gospodarstwo rolne.
Ukończyła szkołę podstawową i pomagała rodzicom w prowadzeniu gospodarstwa. Rodzina uczestniczyła zawsze w uroczystościach w kościele parafialnym w Barczewie.
W nocy z 22 na 23 stycznia 1945 roku oddziały Armii Czerwonej zajęły Kaplityny. Zaczęły się grabieże, groźby i próby gwałtów. Jeden z oficerów wszedł do domu Schnarbach i chciał zmusić Jadwigę do pójścia z nim. Uciekła od żołnierza i ze strachu schowała się w szafie. Żołnierz zastrzelił ją, gdy tylko ją znalazł. Pochowano ją przy rodzinnym domu. Grób zachował się do dziś.
Angela Hildegarda Berger
(ur. 7 kwietnia 1926 w Wilczkowie, zm. tamże 25 stycznia 1945)
Jej rodzina cechowała się głęboką wiarą. Angela miała bardzo liczne rodzeństwo. Jej ojciec Paweł oraz matka Berta posiadali ogromne gospodarstwo rolne.
Z rodziny tej pochodzi wiele powołań do stanu duchownego. Po wybuchu II wojny światowej i po wcieleniu jej braci do wojska, Angela pomagała w prowadzeniu gospodarstwa. Była zaangażowana w życie parafialne.
Dnia 25 stycznia 1945 roku do jej rodzinnej wsi przybyli żołnierze Armii Czerwonej. W domu jej rodziny urządzili sobie zabawę i ucztę. Angela została siłą zaciągnięta do piwnicy i tam zbiorowo zgwałcona i pobita. Została parokrotnie postrzelona. Po odejściu żołnierzy opowiedziała wszystko swojej matce. Przed śmiercią wypowiedziała słowa przebaczenia dla oprawców. Zmarła w nocy 25 stycznia 1945 roku. Została pochowana po dłuższym czasie wraz z młodszym bratem Alfonsem, również zabitym przez żołnierzy Armii Czerwonej. Grób istnieje do dziś.
Małgorzata Wiewiorra

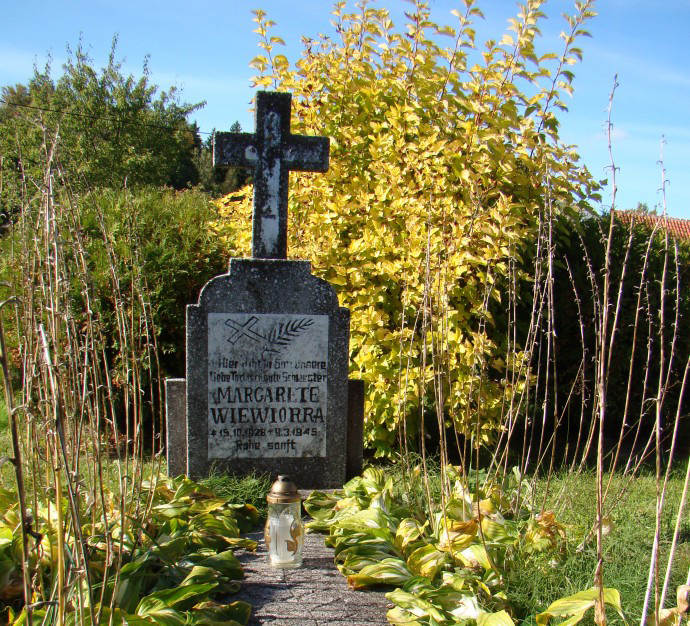
Grób Małgorzaty Wiewiorry. Fot. parafiastanclewo.pl

(ur. 15 października 1928 roku w Stanclewie, zm. tamże 9 marca 1945) 
Pochodziła z licznej i bardzo wierzącej rodziny katolickiej. Ojciec Paweł zajmował się pracą na gospodarstwie. Matka, Róża zaś wychowywała liczne potomstwo. Bardzo aktywnie uczestniczyła w życiu parafii w Stanclewie. Należała do stowarzyszeń i kół religijnych. Po powołaniu ojca do niemieckiej armii pomagała matce w prowadzeniu gospodarstwa. Już w styczniu 1945 roku Małgorzata mogła stać się ofiarą gwałtu gdy była chora, ale w tedy bohatersko obroniła ją matka. W marcu 1945 roku Małgorzata stała się ofiarą donosu młodych kobiet, które współpracowały z żołnierzami Armii Czerwonej. Wskazały one dom Wiewiorrów leżący pod lasem. Mimo ucieczki przez las, została postrzelona i zbiorowo zgwałcona. Po pewnym czasie odnaleziono jej zwłoki w lesie. Pochowano ją przy rodzinnym domu. Ten grób istnieje do dziś.

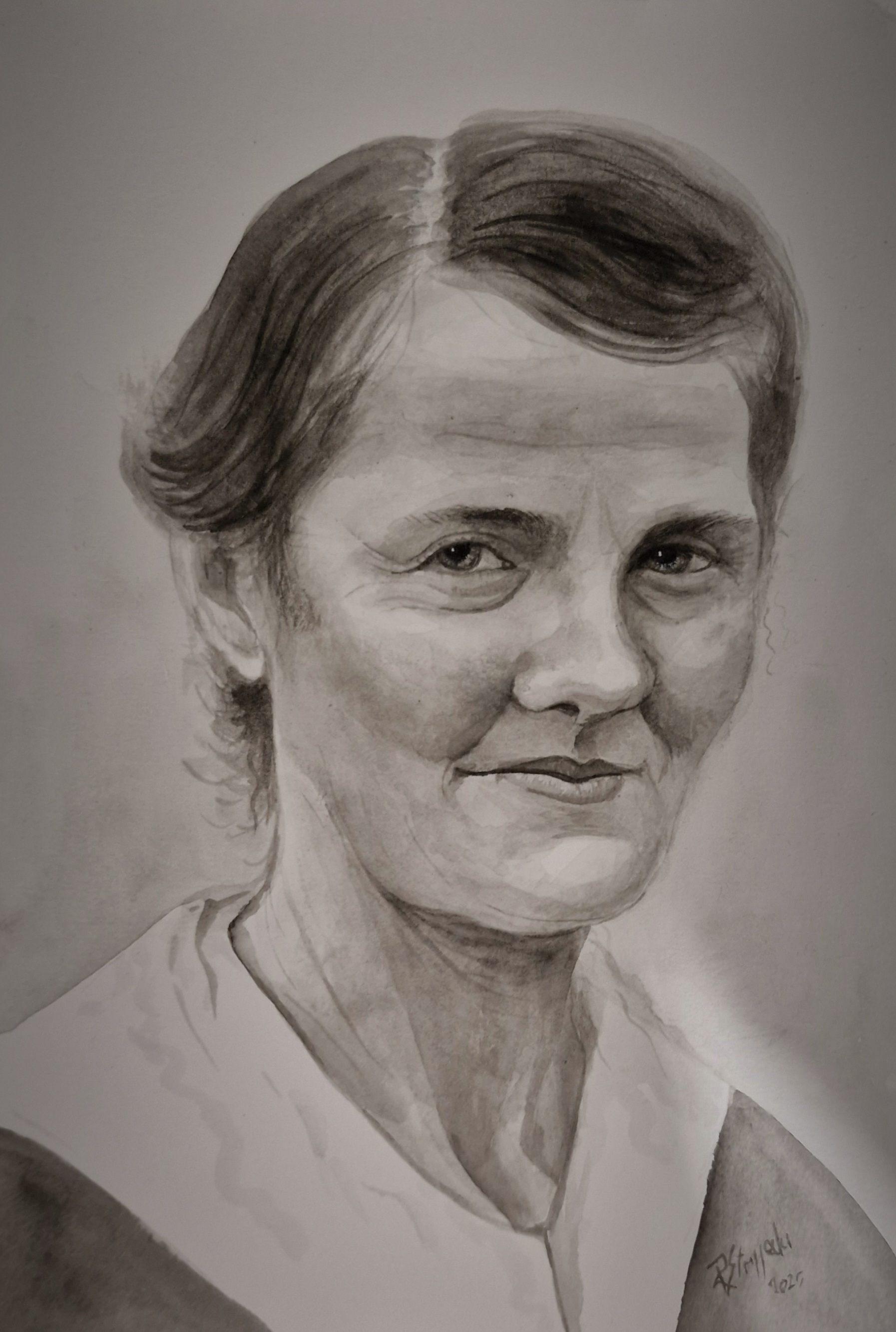
Maria Weronika Fischer
(ur. 27 maja 1892 we wsi Bornity, zm. 16 lutego 1945 w Ornecie)
Rodzice Antoni i Rosa posiadali spore gospodarstwo. Rodzina ta ufundowała we wsi kaplicę filię, która do dziś służy okolicznej ludności. Maria osiedliła się wraz z rodzicami w Ornecie, gdy jej rodzony brat założył własną rodzinę. Tam poznała i zaprzyjaźniła się z Anną Fieberg. Obje panie prowadziły spokojne, religijne życie.

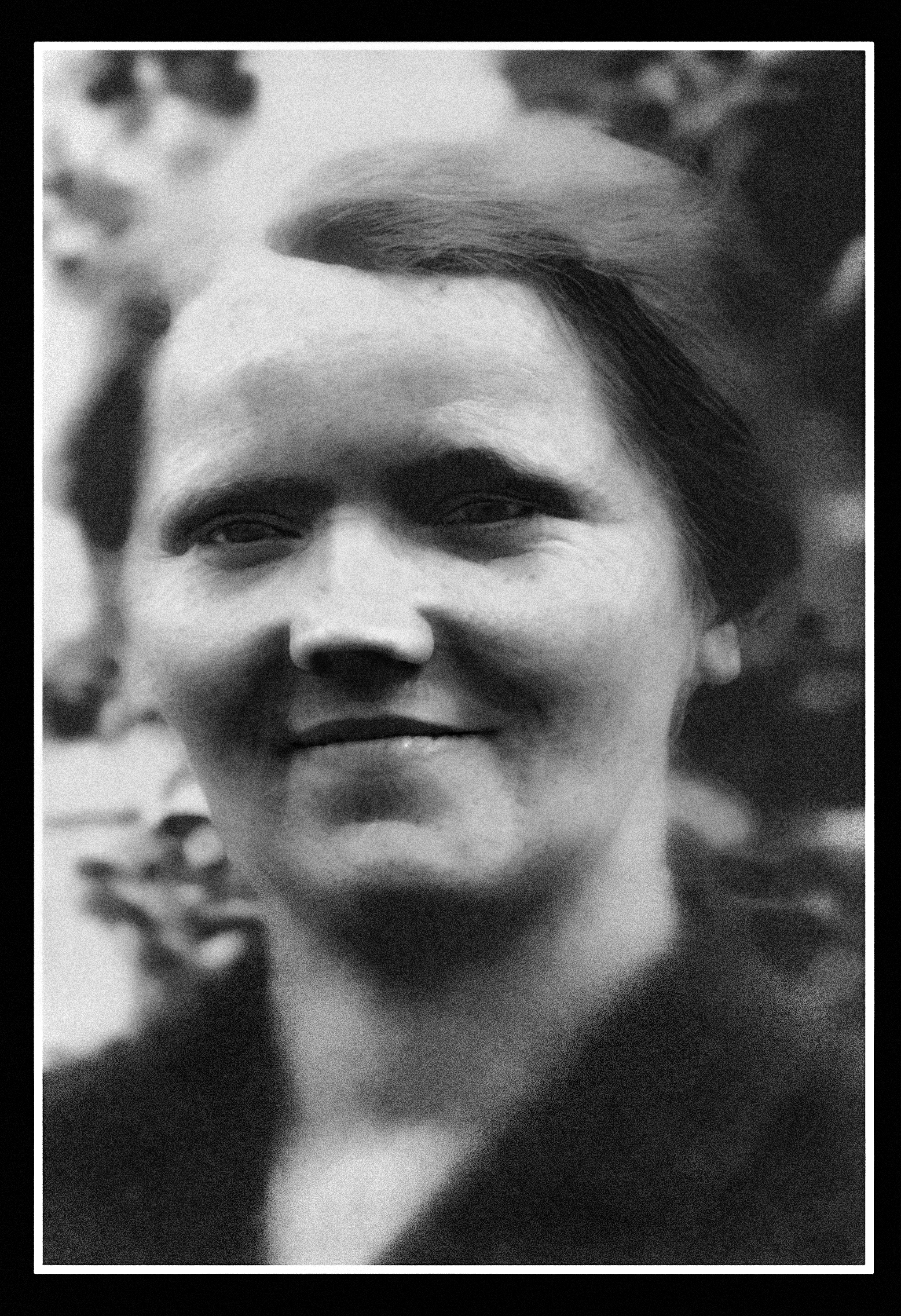
Anna Fieberg
(ur. 23 kwietnia 1893 w Dobrym Mieście, zm. 16 lutego 1945 w Ornecie)   

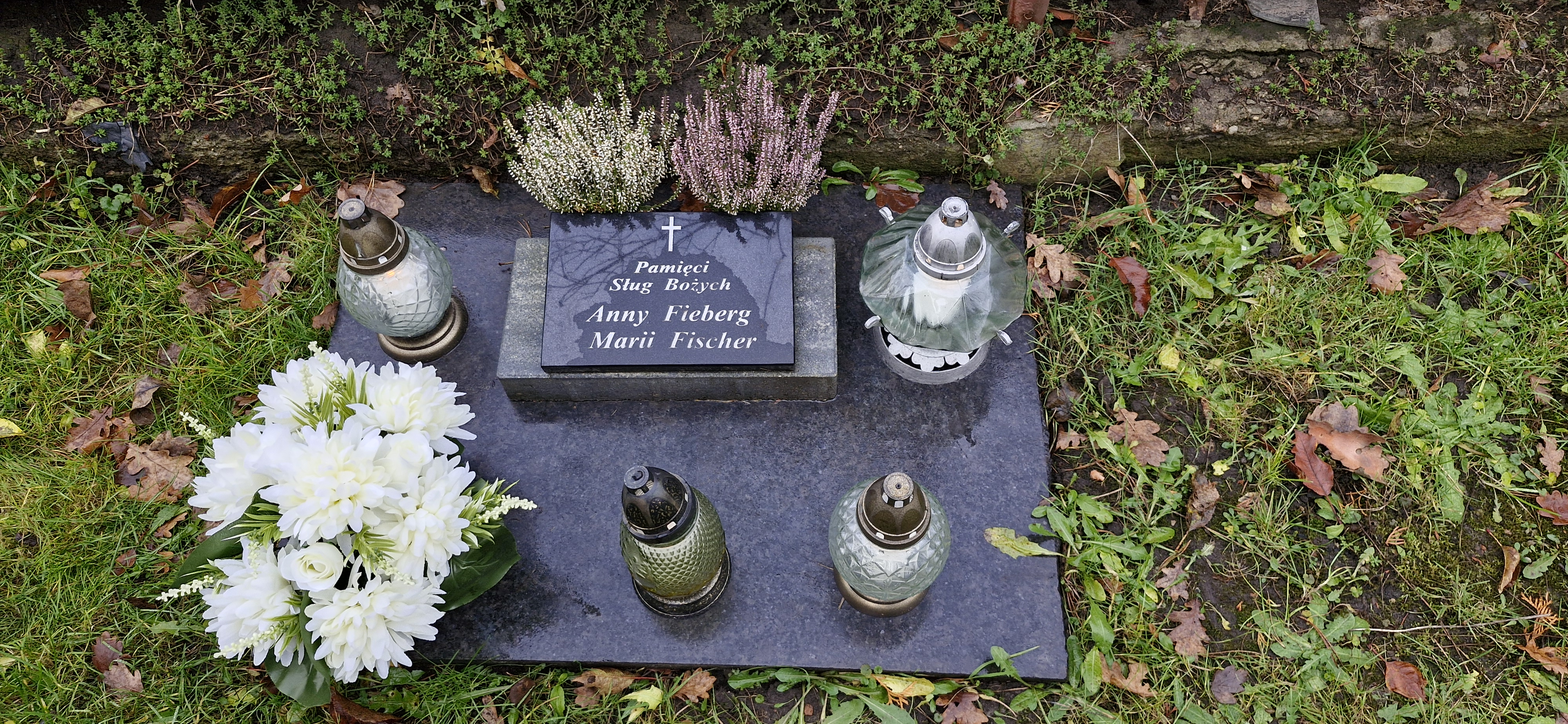
Tablica nagrobna w domniemanym miejscu spoczynku Marii Fischer i Anny Fieberg. Ufundowana przez Piotra Butowskiego z Gdańska

Jej ojcem był Paweł Fieberg, zaś matką wdową Matylda Hohmann z domu Steppuhn. Przez część swojego życia służyła jako gosposia swojemu bratu Pawłowi, który był księdzem. Pracował on w Wozławach, a następnie w Ornecie. Z powodu złego stanu zdrowia stał się rezydentem w Szpitalu na Wzgórzu Św. Andrzeja, gdzie leczono m.in. chorych psychicznie a następnie osoby chore na gruźlice. Po jego śmierci Anna wynajęła pokój u Marii Fischer z którą się zaprzyjaźniła. Obje działały na rzecz parafii.
Dnia 16 lutego 1945 roku po wkroczeniu Armii Czerwonej do Ornety Maria wraz z Anną ukrywały się od dłuższego czasu w klasztorze sióstr katarzynek w centrum miasta. Uważały to miejsce za bezpieczne przed atakami żołnierzy radzieckich. Cała grupa żołnierzy po wkroczeniu do klasztoru zaczęła kraść, naśmiewać się z wiary, a następnie szukać kobiet i dziewcząt. Anna i Maria ukryły się na strychu klasztoru. Zostały tam brutalnie pobite i zgwałcone. Siostry, gdy odnalazły ich ciała, pochowały je w swoim ogrodzie. Władze komunistyczne odebrały Zgromadzeniu ten ogród oraz zatarły widoczny grób. Siostry katarzynki jednak zachowały w pamięci, gdzie powinien on się znajdować. Po przemianach w 1989 roku ogród wrócił do Zgromadzenia.
W 2023 roku pewien nauczyciel z Gdańsk ufundował Sługom Bożym na ich domniemanym grobie tablice pamiątkową.
W klasztorze w Ornecie zmarły też przyszłe błogosławione siostry Katarzynki: Bona Pestka, Rolanda Abraham i Gunhilda Steffen, zmaltretowane, pobite i zgwałcone na Wzgórzu Św. Andrzeja. Wszystkie trzy przebywały na oddziale gruźliczym, gdzie po nieudanym leczeniu czekały na śmierć. Po brutalnych atakach zostały ze szpitala wyrzucone i umieszczone w klasztorze w centrum miasta. Umierały w długich męczarniach. Dziś w klasztorze działa Dom opieki społecznej ich imienia.

## Proces beatyfikacyjny
Dnia 15 września 2007 roku w Bazylice Św. Jakuba w Olsztynie rozpoczął się proces beatyfikacyjny ks. Józefa Steinki i towarzyszy -- ofiar stalinizmu oraz ks. Bronisława Sochaczewskiego i towarzyszy – ofiar nazizmu. Otwarcia procesu dokonał abp Wojciech Ziemba, metropolita warmiński. Postulatorem został ks. Janusz Ostrowski, obecny biskup pomocniczy. Dnia 5 listopada 2011 roku zakończono proces beatyfikacyjny na terenie archidiecezji warmińskiej i dokumenty przekazano do Stolicy Apostolskiej. Oba procesy objęły 46 osób: 34 księży (w tym 3 zakonników), 11 osób świeckich i 1 siostrę zakonną.
Od 2019 roku postulatorem procesu jest ks. Paweł Romański. Ze względu na nie wystarczający brak świadectw co do śmierci Sług Bożych proces zreorganizowano i odrzucono kilku kandydatów (9 księży i 2 osoby świeckie). Obecnie procesy noszą nazwę: Męczeństwo Sługi Bożego ks. Józefa Steinki i 29 towarzyszy (w tej grupie znajdują się Cecylia Grabosch i towarzyszki) ofiary Armii Czerwonej oraz Męczeństwo Sługi Bożego Bronisława Sochaczewskiego i 4 towarzyszy, ofiar hitlerowców.
Lista męczenników: ofiary Armii Czerwonej
1. Ks. Josef Steinki kapelan szpitala w Olsztynie
2. Ks. Artur Linka proboszcz w Jonkowie
3. ks. Bernhard Klement proboszcz w Olsztynie
4. Ks. Bruno Bludau proboszcz w Plutach
5. ks. Bruno Gross pracownik kurii we Fromborku
6. ks. Bruno Siegel proboszcz w Miłakowie
7. ks. Bruno Weichsel administrator w Zalewie
8. Ks. Franz Ludwig proboszcz w Sątopach
9. ks. Franz Zagermann proboszcz w Unikowie
10. ks. George Heide werbista z Klonu
11. ks. Gottfried Fuchs werbista ze Sztumu
12. ks. Johannes Frank werbista z Pieniężna
13. ks. Gerhard Witt wikary z Lidzbarka Warmińskiego
14. ks. Hubert Gross duszpasterz z Królewca
15. ks. Johannes Lindenblatt duszpasterz z Kętrzyna
16. ks. Johannes Marquardt proboszcz w Paluzach
17. ks. Albert Prothmann proboszcz w Prositach
18. ks. Otto Langkau proboszcz w Bartągu
19. ks. Paweł Chmielewski proboszcz w Klebarku Wielkim
20. ks. Paul Huhn proboszcz w Tolkmicku
21. ks. Władysław Świtalski profesor z Braniewa
22. s. Maria Teodora Witkowska, elżbietanka
23. Cecylia Grabosch, mężatka i matka
24. Anna Fieberg, panna
25. Maria Weronika Fischer, panna
26. Małgorzata Wiewiorra, panna
27. Gertruda Klimek, panna
28. Agnieszka Drabińska, panna
29. Angelika Hildegarda Berger, panna
30. Jadwiga Elżbieta Schnarbach

Lista męczenników: ofiary nazistów
1. ks. Bronisław Sochaczewski, obóz koncentracyjny w Oranienburg
2. ks. Ernest Karbaum, obóz koncentracyjny w Stutthof
3. ks. Leo Olszewski, obóz koncentracyjny w Dachau
4. ks. Stanisław Zuske, ośrodek egzekucji na Zamku Hartheim k/ Linzu
5. Ryszard Knosała, nauczyciel obóz koncentracyjny w Dachau